# 임재선
임재선(林財善,, 1968년 6월 10일 ~ )은 대한민국의 전직 축구 선수이다. 현역 시절 포지션은 공격수였다.

## 선수 경력
1990년 11월 22일 열린 1991 K리그 드래프트에서 LG 치타스에 1순위로 지명됐지만 윤상철 김상진 등에게 밀려 3경기 밖에 출전하지 못했고 결국 그 해 여름 함현기와의 맞트레이드를 통해 현대 유니폼을 입었으며 여기서 전성기를 누렸다.
하지만, 1996년 창단 첫 우승에 기여했음에도 송주석 김종건 등 기존 스트라이커 뿐 아니라 1996년 입단한 신인 안홍민 때문에 설 자리를 잃어 결국 1997년 전남으로 현금 트레이드되었으나 노상래 뿐 아니라 그 해 5월 안양 LG에서 이적한 스카첸코에게 밀려 이렇다할 성과를 보이지 못하자 시즌 후 김진형과의 맞트레이드를 통해 천안 일화 유니폼을 입었지만 결국 1998년 시즌을 끝으로 은퇴했다.

## 소속팀
- 1991년  LG 치타스
- 1991년 ~ 1996년  현대 호랑이 / 울산 현대
- 1997년  전남 드래곤즈
- 1998년  천안 일화

## 수상

### 클럽

#### 울산 현대 축구단
- K리그 우승 1회 : 1996
- 아디다스컵 우승 1회 : 1995

#### 전남 드래곤즈
- FA컵 우승 1회 : 1997

### 개인

#### 현대 호랑이
- 리그컵 득점상 1회 : 1994